# Port lotniczy Brescia-Montichiari
Port lotniczy Brescia-Montichiari (IATA: VBS, ICAO: LIPO) – port lotniczy położony 25 km na południowy wschód od Brescii, w regionie Lombardia, we Włoszech.

## Historia
Port lotniczy został otwarty w 1915 roku jako baza dla balonów.
W 1917 roku otwarto terminal cargo, natomiast w 1919 roku inaugurowano terminal dla pasażerów.

## Linie lotnicze i połączenia
Port lotniczy obsługuje wyłącznie loty czarterowe, loty cargo Poste italiane oraz samoloty Mistral Air.
Ostatni rejsowy lot odbył przewoźnik Ryanair 29 listopada 2010 do Londynu.
W 2014 roku z usług lotniska skorzystało 9940 pasażerów, odbyło się 3720 operacji oraz odnotowano 19 158 t ruchu cargo.

## Dane techniczne
Port lotniczy posiada jedną drogę startową w kierunku 14/32, o długości 2990 m oraz szerokości 45 m. 
Port znajduje się na wysokości 109 m n.p.m. Posiada radiowy system nawigacyjny ILS.